# Campionato argentino di calcio a 5
Il Campionato argentino di calcio a 5 è la massima competizione argentina di calcio a 5 organizzata dalla Asociación del Fútbol Argentino (AFA).

## Storia
La prima edizione, dopo gli accordi tra la AFA e la FIFA, si svolse durante la stagione 1986, vi parteciparono Boca Juniors, Huracán, Independiente, Acassuso, Argentinos Juniors, Gimnasia y Esgrima La Plata, Racing Club Avellaneda, Yupanqui, Platense, River Plate, Club Atlético Atlanta, Fénix, Rosario Central e Newell's Old Boys in un girone unico con partite di andata e ritorno.
La gara inaugurale, giocata al Club Obras Sanitarias, vide opposte Boca Juniors e Independiente, alla presenza del presidente della AFA, Julio Grondona. Il primo campione argentino fu il Rosario Central.
Nel 1997 la lega si aprì anche alle squadre non direttamente affiliate alla AFA, la conseguenza fu l'aumento delle squadre sino al numero di trenta, che costrinse la federazione ad istituire una prima divisione a 18 squadre e una seconda a 12. Nello stesso anno iniziarono a disputarsi due tornei nella stessa stagione, denominati Apertura e Clausura. Attualmente il calcio a 5 argentino è formato da otto divisioni, la prima è formata da 18 squadre, le due seconde da un totale di 32 formazioni.

## Albo d'oro
| Stagione | Campionato          | Campionato          | Coppa              |
| Stagione | Apertura            | Clausura            | Coppa              |
| -------- | ------------------- | ------------------- | ------------------ |
| 1986     | Rosario Central     | Rosario Central     | Non disputata      |
| 1987     | Newell's Old Boys   | Newell's Old Boys   | Non disputata      |
| 1988     | Muñiz               | Muñiz               | Non disputata      |
| 1989     | Atlanta             | Atlanta             | Non disputata      |
| 1990     | Atlanta             | Atlanta             | Non disputata      |
| 1991     | River Plate         | River Plate         | Non disputata      |
| 1992     | Boca Juniors        | Boca Juniors        | Non disputata      |
| 1993     | Boca Juniors        | Boca Juniors        | Non disputata      |
| 1994     | Newell's Old Boys   | Newell's Old Boys   | Non disputata      |
| 1995     | Deportivo Laferrere | Deportivo Laferrere | Non disputata      |
| 1996     | Atlanta             | Atlanta             | Non disputata      |
| 1997     | Lugano              | Boca Juniors        | Non disputata      |
| 1998     | Boca Juniors        | Tigre               | Non disputata      |
| 1999     | San Lorenzo         | San Lorenzo         | Non disputata      |
| 2000     | Argentinos Juniors  | San Lorenzo         | Non disputata      |
| 2001     | Franja de Oro       | San Lorenzo         | Non disputata      |
| 2002     | Villa Modelo        | River Plate         | Non disputata      |
| 2003     | River Plate         | Boca Juniors        | Non disputata      |
| 2004     | Argentinos Juniors  | San Lorenzo         | Non disputata      |
| 2005     | Pinocho             | Pinocho             | Non disputata      |
| 2006     | Pinocho             | San Lorenzo         | Non disputata      |
| 2007     | Pinocho             | Pinocho             | Non disputata      |
| 2008     | Pinocho             | Pinocho             | Non disputata      |
| 2009     | Pinocho             | Pinocho             | Non disputata      |
| 2010     | Pinocho             | Pinocho             | Non disputata      |
| 2011     | Pinocho             | Boca Juniors        | Non disputata      |
| 2012     | Boca Juniors        | Pinocho             | Non disputata      |
| 2013     | Boca Juniors        | Boca Juniors        | Non disputata      |
| 2014     | Boca Juniors        | Boca Juniors        | Non disputata      |
| 2015     | Kimberley           | Pinocho             | Alvear             |
| 2016     | Kimberley           | Kimberley           | River Plate        |
| 2017     | Boca Juniors        | Boca Juniors        | River Plate        |
| 2018     | San Lorenzo         | San Lorenzo         | San Lorenzo        |
| 2019     | San Lorenzo         | San Lorenzo         | Ferro Carril Oeste |

### Supercoppa
| Stagione | Vincitore        | Finalista         |
| -------- | ---------------- | ----------------- |
| 2017     | Barracas Central | Boca Juniors      |
| 2018     | Boca Juniors     | Barracas Central  |
| 2019     | Boca Juniors     | Newell's Old Boys |

### Liga Nacional de Futsal Argentina
Torneo nato nel 2008, dal 2018 cambia nome e formato coinvolgendo solo le migliori squadre per promuovere lo sport nel paese.
| Stagione | Vincitore        | Finalista           |
| -------- | ---------------- | ------------------- |
| 2008     | Pinocho          | River Plate         |
| 2009     | Pinocho          | Boca Juniors        |
| 2010     | Pinocho          | Boca Juniors        |
| 2012     | Boca Juniors     | Pinocho             |
| 2013     | Boca Juniors     | Pinocho             |
| 2014     | Boca Juniors     | Villa La Ñata       |
| 2015     | Boca Juniors     | Sportivo Rio Grande |
| 2016     | Barracas Central | Newell's Old Boys   |
| 2017     | Boca Juniors     | Barracas Central    |
| 2018     | Villa La Ñata    | Boca Juniors        |
| 2019     | San Lorenzo      | Boca Juniors        |

### Altre competizioni
| Stagione | Torneo                   | Vincitore         |
| -------- | ------------------------ | ----------------- |
| 1993     | Copa Benito Pujol        | Boca Juniors      |
| 1994     | Copa Benito Pujol        | Newell's Old Boys |
| 1995     | Copa Benito Pujol        | Dep. Laferrere    |
| 1996     | Copa Benito Pujol        | Atlanta           |
| 1997     | Copa Benito Pujol        | Lugano            |
| 1998     | Copa Benito Pujol        | Boca Juniors      |
| 1999     | Copa Benito Pujol        | San Lorenzo       |
| 2000     | Copa Benito Pujol        | San Lorenzo       |
| 2001     | Copa Benito Pujol        | Franja de Oro     |
| 2002     | Copa Benito Pujol        | River Plate       |
| 2003     | Copa Benito Pujol        | River Plate       |
| 2004     | Copa Benito Pujol        | San Lorenzo       |
| 2007     | Copa José María Lopolito | Pinocho           |
| 2008     | Copa José María Lopolito | Pinocho           |
| 2009     | Copa José María Lopolito | Pinocho           |
| 2010     | Copa Álvaro Castro       | Pinocho           |
| 2011     | Copa Álvaro Castro       | Boca Juniors      |
| 2012     | Copa Álvaro Castro       | Pinocho           |
| 2013     | Copa Álvaro Castro       | Boca Juniors      |
| 2014     | Copa Álvaro Castro       | Boca Juniors      |
| 2015     | Copa Julio Grondona      | Kimberley         |
| 2016     | Copa Julio Grondona      | Kimberley         |

## Vittorie per club

### Campionato
| Titoli | Squadra            | Anni |
| ------ | ------------------ | --- |
| 14     | Pinocho            | 2005 (A), 2005 (C), 2006 (A), 2007 (A), 2007 (C), 2008 (A), 2008 (C), 2009 (A), 2009 (C), 2010 (A), 2010 (C), 2011 (A), 2012 (C), 2015 (C) |
| 12     | Boca Juniors       | 1992, 1993, 1997 (C), 1998 (A), 2003 (C), 2011 (C), 2012 (A), 2013 (A), 2013 (C), 2014 (A), 2014 (C), 2017                                 |
| 7      | San Lorenzo        | 1999 (A), 1999 (C), 2000 (C), 2001 (C), 2004 (C), 2006 (C), 2018                                                                           |
| 3      | Atlanta            | 1989, 1990, 1996 |
| 3      | River Plate        | 1991, 2002 (C), 2003 (A) |
| 2      | Newell's Old Boys  | 1987, 1994 |
| 2      | Argentinos Juniors | 2000 (A), 2004 (A) |
| 2      | Kimberley          | 2015 (A), 2016 |
| 1      | Rosario Central    | 1986 |
| 1      | Muñiz              | 1988 |
| 1      | Dep. Laferrere     | 1995 |
| 1      | Lugano             | 1997 (A) |
| 1      | Tigre              | 1998 (C) |
| 1      | Franja de Oro      | 2001 (A) |
| 1      | Villa Modelo       | 2002 (A) |

### Coppa
| Titoli | Squadra     | Anni       |
| ------ | ----------- | ---------- |
| 2      | River Plate | 2016, 2017 |
| 1      | Alvear      | 2015       |
| 1      | San Lorenzo | 2018       |

### Supercoppa
| Titoli | Squadra          | Anni |
| ------ | ---------------- | ---- |
| 1      | Barracas Central | 2017 |
| 1      | Boca Juniors     | 2018 |

### Liga
| Titoli | Squadra          | Anni                         |
| ------ | ---------------- | ---------------------------- |
| 5      | Boca Juniors     | 2012, 2013, 2014, 2015, 2017 |
| 3      | Pinocho          | 2008, 2009, 2010             |
| 1      | Barracas Central | 2016                         |
| 1      | Villa La Ñata    | 2018                         |